# Ulica Mokotowska w Warszawie

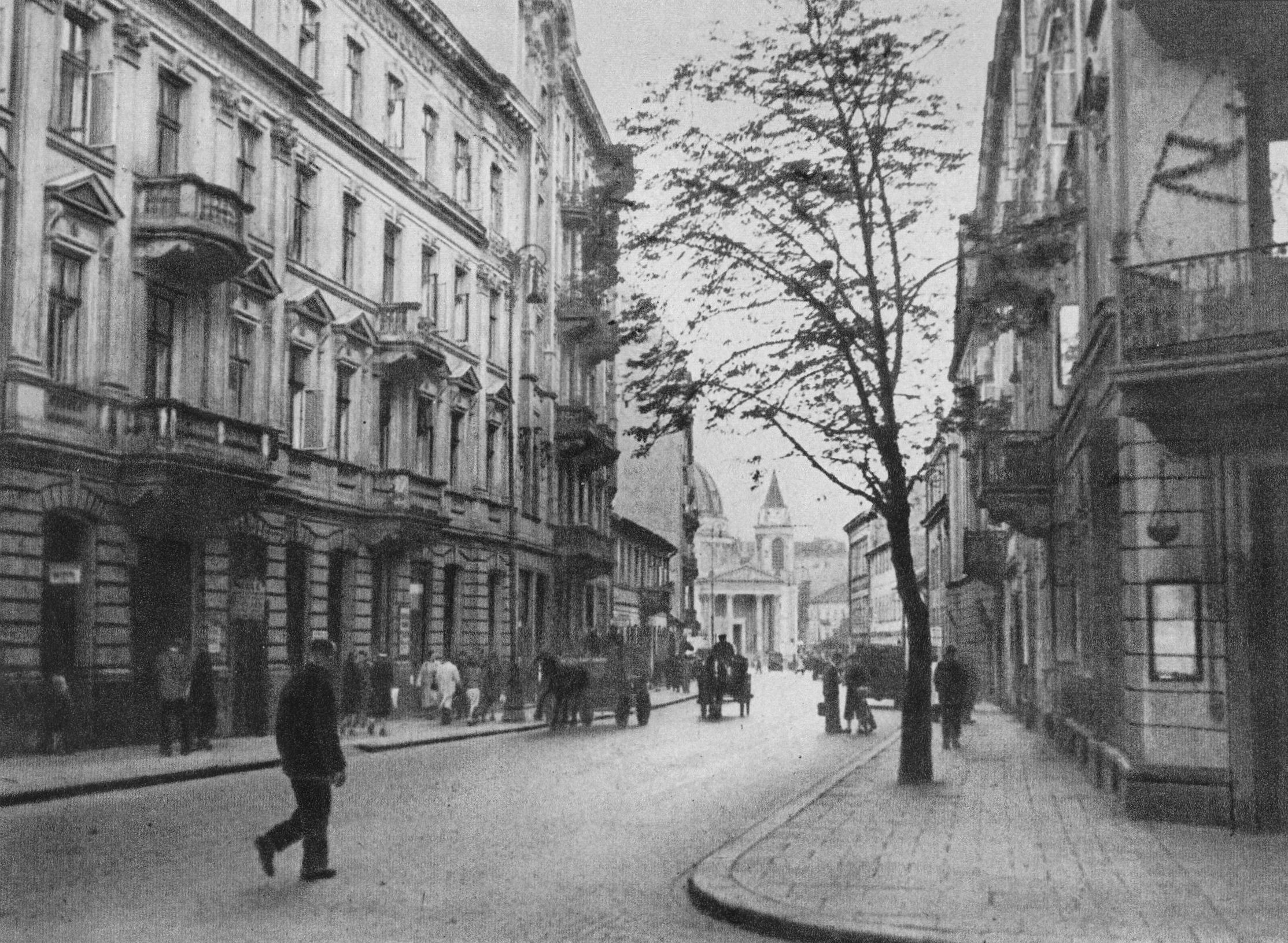
Ulica Mokotowska przy Wilczej przed 1939, widok w kierunku placu Trzech Krzyży

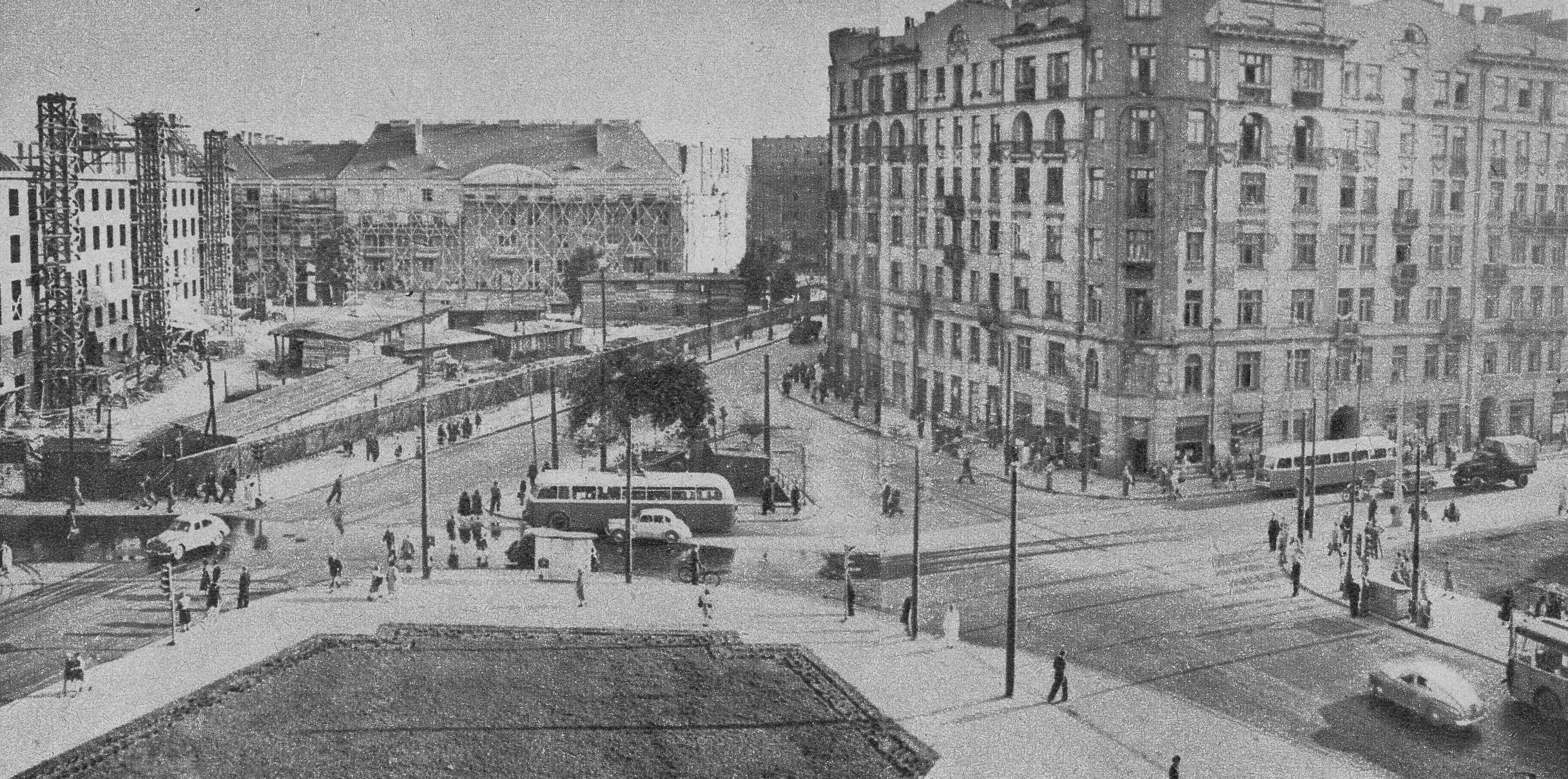
Zbieg ulic Mokotowskiej, Pięknej i Kruczej w 1954

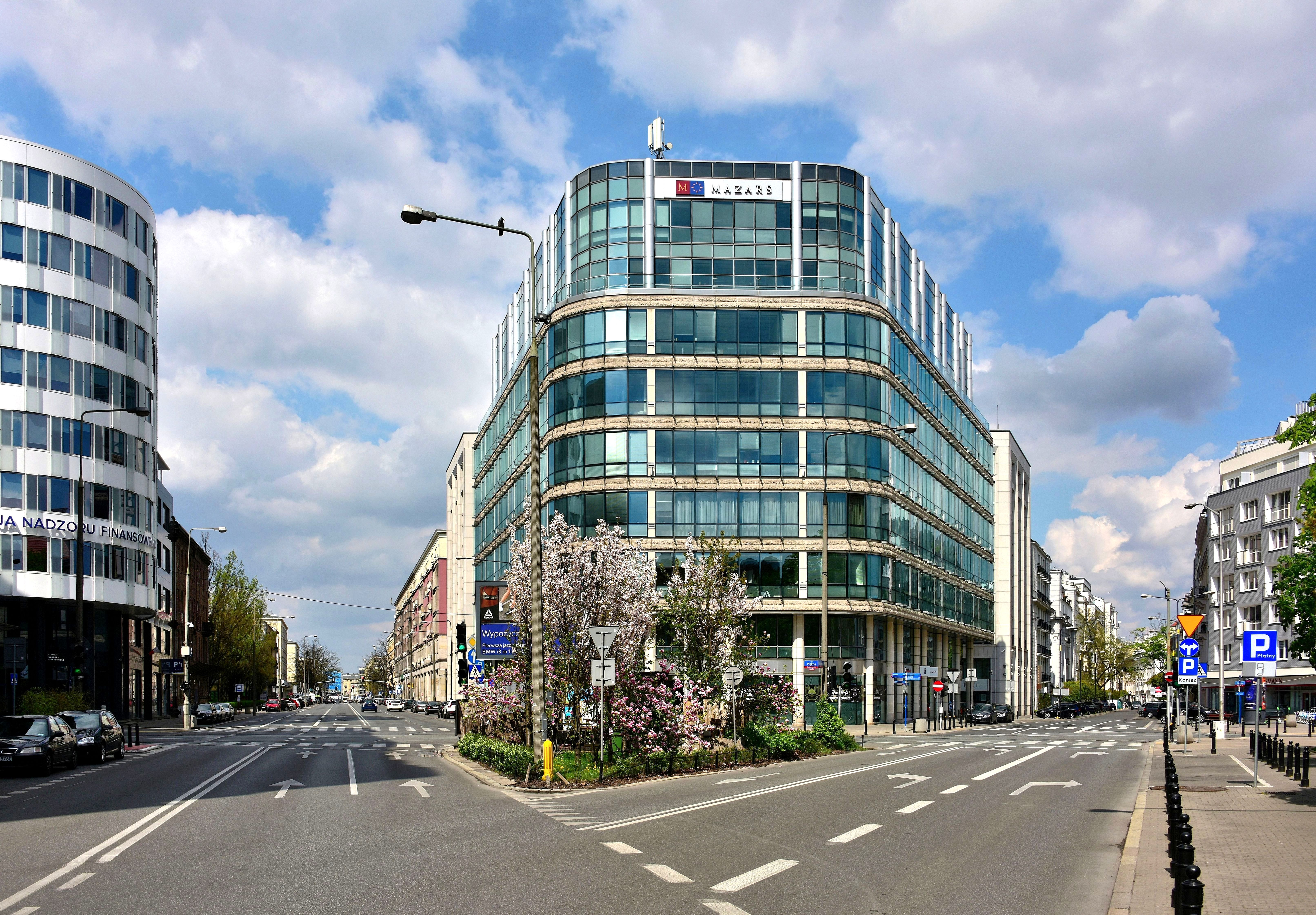
Ulica Mokotowska (z prawej) u zbiegu z ul. Kruczą (z lewej) (2019)

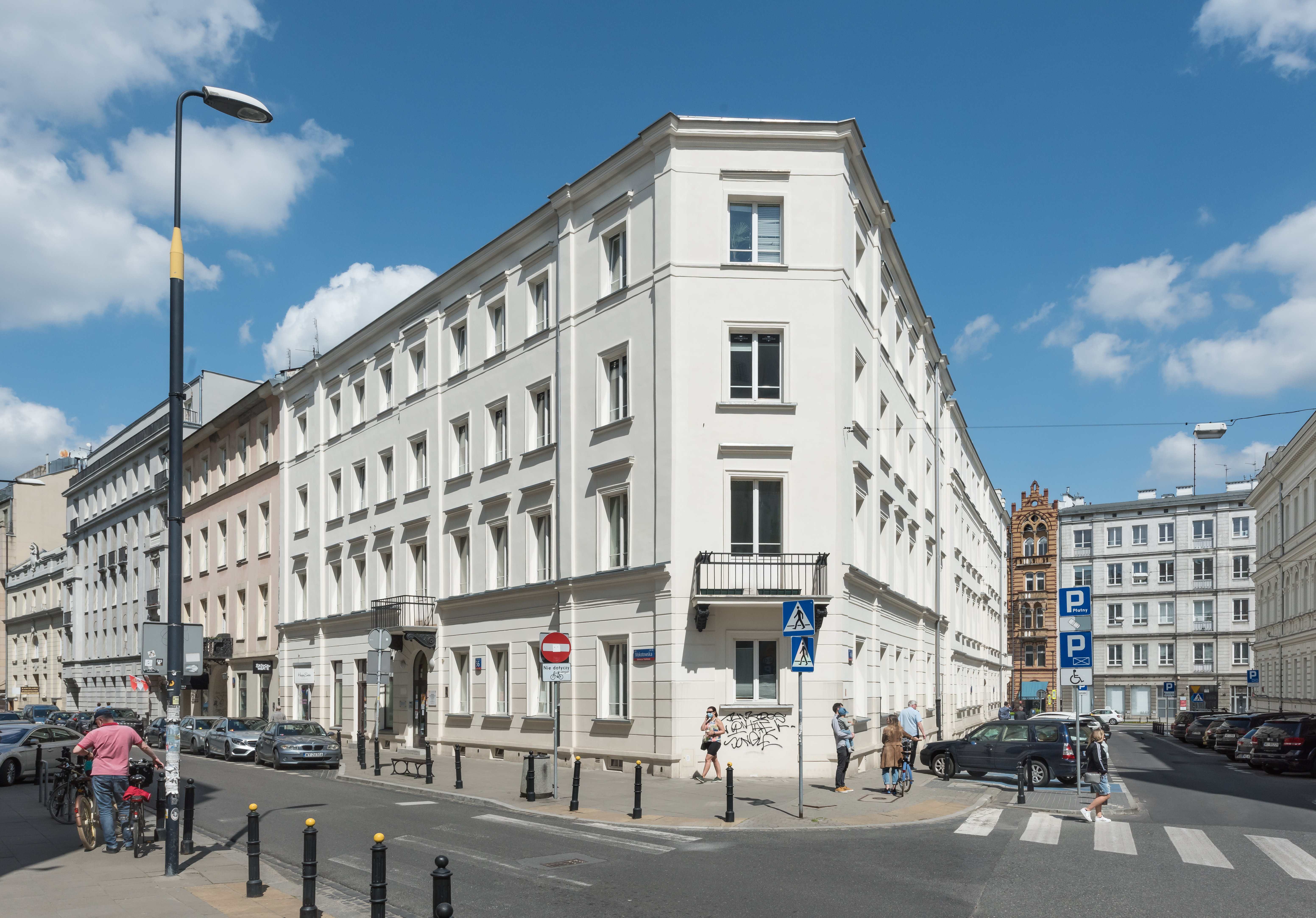
Ulica u zbiegu z ul. Wilczą (z prawej) (2021)

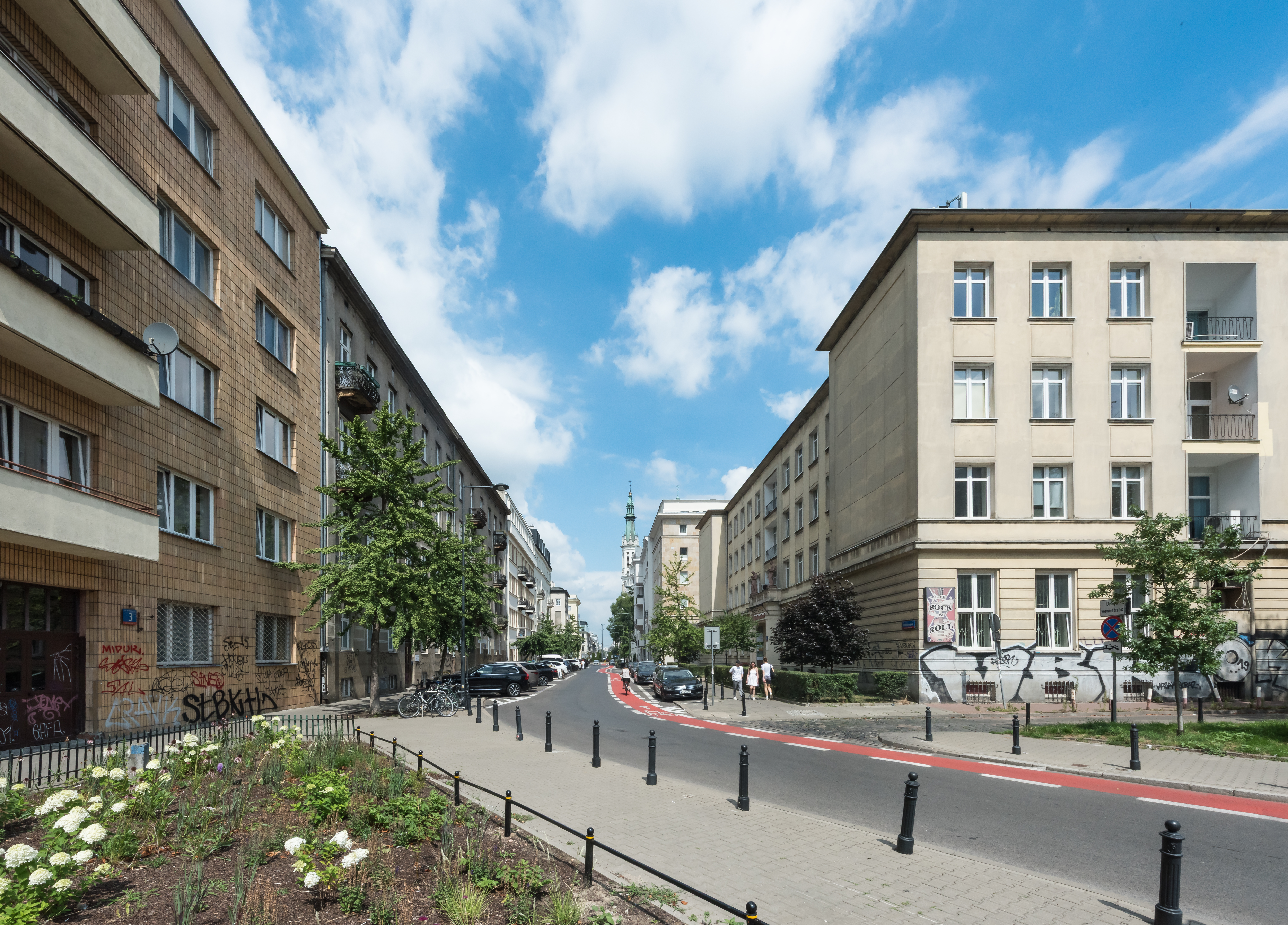
Ulica przy al. Armii Ludowej (2025)

Ulica Mokotowska – ulica w dzielnicy Śródmieście w Warszawie.

## Historia
Historia ulicy sięga XIV wieku, kiedy to dzisiejsza Mokotowska była drogą łączącą Warszowę (Warszawę) ze wsią Mokotowo. Sama wieś Mokotowo pojawia się w dokumentach od 1367 roku. Od nazwy wsi pochodzi nazwa ulicy nadana w 1770, kiedy to w wyniku włączenia drogi mokotowskiej do założenia urbanistycznego Osi Stanisławowskiej ulica została uregulowana (do wysokości Polnej) i obsadzona drzewami.
Na początku XIX wieku przy Mokotowskiej stały w większości budynki drewniane, niestanowiące zwartej zabudowy. Zabudowa kończyła się na wysokości Pięknej, niezabudowana część terenów przylegających do ulicy obsadzona była sadami i ogrodami warzywnymi, znajdowały się tu też stawy hodowlane. W 1829 w miejscu obecnego Kościoła Najświętszego Zbawiciela wybudowano parterową karczmę „Czerwona”, która stała tam do 1901. Znaczący rozwój ulicy przypada na drugą połowę XIX wieku, kiedy to jedna po drugiej zaczęły powstawać przy niej czynszowe kamienice.
Na przełomie XIX i XX wieku powstało tu wiele kamienic secesyjnych.
W 1935 Mokotowska została włączona w nowy urbanistyczny plan budowy Dzielnicy Reprezentacyjnej Marszałka Józefa Piłsudskiego na Polu Mokotowskim. Przewidywał on przedłużenie ulicy Mokotowskiej do ulicy Stefana Batorego, gdzie miałaby się zbiegać ulicą Kazimierzowską, dodatkowo miałaby przecinać się z planowanymi nową ulicą Sejmową oraz nową ulicą biegnącą z pl. Unii Lubelskiej ku planowanej al. Piłsudskiego, jednak już w 1939 plany inwestycyjne Warszawy związane z nową dzielnicą nie zakładały przedłużenia Mokotowskiej, która miała kończyć się na wysokości Polnej i zbiegać się z planowanymi alejami Józefa Piłsudskiego i Marszałka Edwarda Śmigłego Rydza. Ostatecznie plan budowy nowej dzielnicy pokrzyżowała II wojna światowa.
W 1937 ulicą kursowały linie autobusowe A i G.
Podczas powstania warszawskiego rejon broniony przez batalion Ruczaj. Ulica, mimo zniszczeń wojennych, zachowała wiele ze swego arystokratycznego charakteru.
W 1965 roku ulica jako założenie urbanistyczne została wpisana do rejestru zabytków. 
W 2007 Zarząd Terenów Publicznych przeprowadził remont nawierzchni oraz chodników na odcinku pl. Trzech Krzyży – Wilcza. Podczas remontu po usunięciu warstwy zużytego asfaltu odkryta została doskonale zachowana przedwojenna kostka bazaltowa, która jednak w znikomym stopniu została użyta do odtworzenia nawierzchni. Dzięki aktywności miłośników zabytków, podczas remontu odcinka Wilcza – Piękna w 2010, zachowana pod powierzchnią asfaltu kostka została wykorzystana do wybrukowania podjazdów i miejsc parkingowych.
We wrześniu 2016 na skrzyżowaniu z Koszykową została zlikwidowana sygnalizacja świetlna, a zamiast niej w tym miejscu pojawiło się minirondo. Wytyczono przejście dla pieszych po północnej stronie skrzyżowania. Skrzyżowanie z Chopina zyskało wyniesioną tarczę

## Obiekty
- nr 1, zbudowany w latach 2008–2010 siedemnastopiętrowy budynek biurowy Zebra Tower[13]
- nr 3, na początku XX wieku mieściła się tu fabryka wyrobów żelaznych Władysław Gostyński i S-ka
- nr 4/6, w nieistniejącym kompleksie budynków w latach 1895–1939 mieściła się Szkoła Mechaniczno-Techniczna Wawelberga i Rotwanda. Został on zniszczony w 1944, w 1949 budynek główny szkoły został odbudowany w zmienionej formie przez Związek Zawodowy Pracowników Budownictwa Ceramiki i Pokrewnych Zawodów na siedzibę zarządu.
- nr 8, kamienica „Pod Niedźwiedziem” z 1904, projektu Leona Wolskiego
- nr 12, kamienica Antoniego Jabłońskiego-Jasieńczyka, później Metodystów, wybudowana w 1910, w tym czasie była najwyższym budynkiem mieszkalnym w Warszawie, wpisana do rejestru zabytków pod numerem A-918[14]. Wykupiona przez dr Williama Beniamina Beuchampa na rzecz kościoła metodystycznego w Polsce, stała się jego siedzibą oraz instytucji z nim związanych – seminarium teologicznego, Towarzystwa „Oświata i Kultura” oraz szkoły językowej English Language College[15]
- nr 13, budynek dawnego domu parafialnego przy Kościele Zbawiciela projektu Konstantego Jakimowicza, od 1949 mieści się tu Teatr Współczesny
- nr 14, kamienica Antoniego Jabłońskiego-Jasieńczyka i W. Krzymulskiego z 1913, siedziba Biura Zarządu Głównego Polskiego Czerwonego Krzyża. Wpisana do rejestru zabytków pod nr 1628[14].
- nr 15, Zakład Rehabilitacji Leczniczej Warszawa Śródmieście
- nr 16/20, Wydział Pedagogiczny Uniwersytetu Warszawskiego wpisany do gminnej ewidencji zabytków, część osiedla Latawiec[16]
- nr 19, kamienica Michaliny i Bronisława Pawłowiczów, jej przebudowa w latach 2002–2005 wywołała kontrowersje wynikające ze znacznego wyburzenia (pozostawiono wyłącznie część oryginalnej fasady) oraz nadbudowy dwóch pięter[17]. Obecnie budynek nosi nazwę Renaissance Building.
- nr 21, kamienica Michaliny i Bronisława Pawłowiczów, zbudowana w latach 1895–1896 w stylu neorenesansowym według projektu Teofila Lembke. Pawłowicz, mistrz cechu murarzy, przekazał budynek w 1928 roku Zgromadzaniu Mistrzów Mularskich na cele kształcenia młodzieży murarskiej - gest ten upamiętnia tablica znajdująca się na fasadzie, na wysokości pierwszego piętra, przy prawym balkonie.
- nr 24, kamienica Bronisława Kryształa projektu Juliusza Nagórskiego, wzniesiona w latach 1911–1914, w 1965 wpisana do rejestru zabytków[14]
- nr 25, pałacyk Cukrowników, pałacyk zbudowany w 1877 dla Kazimiery z Kaczyńskich Ćwierciakiewiczowej[18], w 1907 zaadaptowany przez Mieczysława Kaczyńskiego na siedzibę zakładu litografii, drukarni i wytwórni toreb[2]. Po wykupieniu w 1922 i przebudowie (według projektu Tadeusza Zielińskiego) stał się siedzibą przedstawicielstwa zarządu lubelskich fabryk cukru (Zjednoczenia Cukrowników), z czym związana jest jego zwyczajowa nazwa „pałacyk Cukrowników”. Po wojnie siedziba m.in. Centralnego Ośrodka Szkolenia Partyjnego PZPR, Instytutu Matematycznego PAN, obecnie mieści się tam Instytut Adama Mickiewicza.
- nr 39, kamienica z 1902 projektu Juliusza Dzierżanowskiego
- nr 41, secesyjna kamienica z 1911 projektu Wacława Heppena i Józefa Napoleona Czerwińskiego
- kamienica nr 43, siedziba Fundacji Rozwoju Systemu Edukacji[19], w przeszłości siedziba Zjednoczonych Zespołów Gospodarczych, następnie spółki Inco-Veritas[20]
- nr 45, kamienica Hermana Knothe z 1910[21], obecnie na parterze mieści się restauracja Słodki Słony
- skwer batalionu Ruczaj
- nr 46A, kamienica Juliana Glassa z 1938 projektu Romana Sigalina i Jerzego Gelbarda[22]
- nr 48, wyróżniający się w zabudowie ulicy, niski, jednopiętrowy dom z 1860, zaprojektowany przez Franciszka Marię Lanciego i sfinansowany przez Leopolda Kronenberga[2]. W domu mieszkali m.in. Józef Ignacy Kraszewski[2] oraz Tytus Chałubiński. Wpisany do rejestru zabytków pod nr 313 jest najstarszym zachowanym budynkiem przy ulicy Mokotowskiej. W latach 60. XX w. mieścił się tu Klub Hybrydy
- Piękna 18 róg Mokotowskiej, róg Kruczej, dziewięciopiętrowy budynek biurowo-handlowo-usługowy wybudowany w latach 2004–2005
- nr 49, w 1939 w miejscu wyburzonych jednopiętrowych domów w tym miejscu miał powstać dziewięciopiętrowy gmach Państwowego Banku Rolnego według projektu Juliusza Żórawskiego, z powodu wojny jego budowa nie doszła skutku. W 1950 rozpoczęto w tym miejscu budowę biurowca Centrali Handlu Zagranicznego „Metalexport” według projektu Zbigniewa Karpińskiego i Tadeusza Bogdana Zielińskiego. W 1956 biurowiec został rozbudowany o dodatkowe piętro, a w latach siedemdziesiątych XX w. wprawiono charakterystyczne pomarańczowe szyby. W latach 2010–2011 nowy właściciel dokonał istotnej przebudowy budynku z zachowaniem formy i funkcji. Obecna nazwa biurowca, to Mokotowska Square[23].
- restauracja Bukieteria Roma nr 49A
- nr 50, kamienica z 1900, w której mieszkał Józef Piłsudski, wpisana do rejestru zabytków pod nr 1460
- nr 51/53, kamienica projektu Mariana Lalewicza, powstała w latach 1925–1927, wpisana do rejestru zabytków pod nr A-666[14], w latach 1927–1933 w kamienicy mieszkał i działał profesor Karol Adamiecki, jeden z twórców Towarzystwa Naukowego Organizacji i Kierownictwa
- nr 52, kamienica wzniesiona w latach 1936–1937 według projektu Stanisława Płoskiego
- Passe Partout Galeria Przedmiotów i Usług Artystycznych nr 52
- nr 55, kamienica Warszawskiego Chrześcijańskiego Towarzystwa Ochrony Kobiet, powstała w latach 1913–1930
- nr 56, kamienica z 1887 projektu Jana Kacpra Heuricha
- nr 57, eklektyczna kamienica Rodryga Mroczkowskiego „Krakowiacy i górale”[24] według projektu Zygmunta Binduchowskiego, powstała w latach 1900–1904 wpisana do rejestru zabytków pod nr 711. Charakterystyczne dla kamienicy są cztery posągi krakowiaków i górali podtrzymujących balkony, dębowy bruk oraz żeliwne odbojniki w formie krasnali w bramie.
- nr 58, kamienica Monkiewicza z 1878, projektu Józefa Hussa
- nr 59, w miejscu zniszczonej podczas wojny kamienicy w latach sześćdziesiątych powstał pod tym adresem budynek drukarni, który w latach 2007–2008 został przebudowany (w tym dokonano dwupiętrowej nadbudowy) na luksusowy apartamentowiec[25]
- nr 60, kamienica firmy Ericsson (z podwójnym adresem Al. Ujazdowskie 47)[26]
- kamienica nr 61, w latach 1916–1939 mieściło się tu żeńskie gimnazjum im. Narcyzy Żmichowskiej,
- nr 64, dawna oficyna Destylarni Wódek K. Schneidera, obecnie adres stał się częścią kompleksu usługowo-biurowego „Dom Dochodowy” pod adresem pl. Trzech Krzyży 3
- nr 73, kamienica Bertholda Hirscha z 1896 projektu Władysława Karola Rittendorfa, w której w latach 30. XX w. mieściło się kino Wanda[27] oraz kabarety warszawskie: Kabaret Banda, Teatr 8.30, Teatr Buffo[28][29].
- kamienica Sukertów (ul. Hoża 1)

## Ulica w kulturze masowej
Ulica wykorzystywana jest w produkcjach kultury masowej, m.in. w serialach – Stawka większa niż życie, 07 zgłoś się, Prawo Agaty, jak również teledyskach – Sokół „Reset” oraz Pezet „Co mam powiedzieć”.
Mokotowska jest również uznawana za warszawską ulicę mody, znajdują się tu zarówno butiki międzynarodowych i krajowych marek masowych, multibutiki, jak również butiki i atelier polskich projektantów - przy ulicy swoje pracownie i sklepy lokowali m.in. Maciej Zień, Robert Kupisz, Arkadiusz Weremczuk, Anna Kuczyńska, Kamil Owczarek i Michał Gilbert Lach, Izabela Łapińska, Justyna Żmijewska, Paulina Ada Kalińska i Joanna Trepka, Tomasz Ossoliński, Krzysztof Pliszczyński, Krzysztof Stróżyna, Anna Kruk.